# Hellectrify Yourself
Hellectrify Yourself – pierwszy koncertowy album DVD polskiej grupy heavymetalowej Corruption. Wydany został w 2004 roku nakładem Metal Mind Records, zawiera koncert zarejestrowany w krakowskim ośrodku telewizyjnym.

## Lista utworów
1. "Blasting Foreskins"
2. "Flying Carpet"
3. "Junkie"
4. "The Angel & The Beast"
5. "Revenge"
6. "Baby Satan"
7. "Never Get Old"
8. "Freaky Friday"
9. "Sleeper"
10. "In League With The Devil"
11. "Demon By My Side"
12. "Hate The Haters"
13. "Lubricant Rains"
14. "Wasted"
15. "Paranoid" (cover Black Sabbath)
16. "Junkie" *
17. "Die Young" *
18. "Never Get Old" *
19. "Pole Nation" *

* utwory z promo pt. Junke